# Gnamptogenys luzonensis
Gnamptogenys luzonensis är en myrart som först beskrevs av Wheeler 1929.  Gnamptogenys luzonensis ingår i släktet Gnamptogenys och familjen myror. Inga underarter finns listade i Catalogue of Life.